# 拉貝大區
11°45′N 12°0′W / 11.750°N 12.000°W
拉貝大區是畿內亞的8個大區之一，位於該國中北部，首府設於拉貝，北臨塞內加爾和馬里，東接法拉納大區，南毗馬木大區，西鄰金迪亞大區和博凱大區，面積22,869平方公里，1996年人口799,545。
1. ↑  . hdi.globaldatalab.org.   [2018-09-13]. （原始内容存档于2018-09-23） （英语）.